# Thymus krylovii
Thymus krylovii — вид рослин родини глухокропивові (Lamiaceae), ендемік Росії (Красноярськ, Тува).

## Опис
Листки подовжено-еліптичні, 6–12 мм, майже безчерешкові, на полях залозисті. Суцвіття головчасте; чашечка оголена; квіти 5–7 мм.

## Поширення
Ендемік Росії (Красноярськ, Тува).